# جبرا (برند)
جبرا (انگلیسی: Jabra) شرکت لوازم خانگی دانمارکی است، که در سال ۱۹۸۳ میلادی تأسیس شد.